# Adnan Dirjal
Adnan Dirjal (arabe : عدنان درجال) (né le 26 janvier 1960 à Bagdad en Irak) est un footballeur international irakien, qui évoluait au poste de défenseur, avant de devenir entraîneur.

## Biographie

### Carrière de joueur

#### Carrière en sélection
Avec l'équipe d'Irak, il joue 90 matchs (pour 4 buts inscrits) entre 1979 et 1990. 
Il figure dans le groupe des sélectionnés lors des Jeux olympiques de 1980, de 1984 et de 1988. Il joue un total de 7 matchs lors des Jeux olympiques.
Il dispute enfin 5 matchs comptant pour les tours préliminaires des coupes du monde 1982 et 1986.